# Gyönyörű teremtmény
A Gyönyörű teremtmény (eredeti címe: Beautiful Creatures) 2000-es brit bűnügyi film, amelyet Bill Eagles rendezett. A forgatókönyvet Simon Donald készítette. A produkció főszerepében Rachel Weisz, Susan Lynch és Iain Glen. 2000. augusztus 23-án mutatták be az Edinburgh-i Nemzetközi Filmfesztiválon, majd 2001. január 19-től kezdték vetíteni az Egyesült Királyságban. Magyarországon nem futott a mozikban, hanem 2001. június 5-től videokazettán volt elérhető.

## Cselekmény
Dorothy és barátja, Tony, a férfi nagybátyjának temetéséről utaznak haza. Tony a barátnőjét vádolja a golfütőinek elvesztésével, és durván összevitatkoznak. A férfi feldúlja a közös lakásukat, Dorothy pedig úgy dönt, hogy Londonba utazik a kutyájával. A buszmegálló felé azonban a kutya elszalad, és Dorothy megismerkedik Petulával. Petula párja, Brian, részegen fojtogatja a nőt, amíg Dorothy fejbe nem vágja Briant. A két nő hazaviszi a férfit, és a fürdőszobába zárják.   
Miközben a két nő jobban megismerkedik egymással, Brian szerencsétlenül elesik, és az esésben halálát leli. Dorothy javasolja Petulának, hogy úgy kell tennie, mintha a férfi eltűnt volna. Brian eltűnésére kiérkezik Hepburn nyomozó, akinek megtetszik Petula, de gyanakvását nem tudja elaltatni. Mikor Petula kibontja a leveleit, az egyikben megtalálja Brian ujját, és egy telefonszámot. A telefont Dorothy veszi fel, aki kieszelte, hogy váltságdíjat követeljenek Brianért, mintha még élne. Petula odaadja az ujjat a detektívnek, és közli, hogy egymillió fontot követelnek tőlük Brianért. 
Hepburn elviszi az ujjat a laborba, ahol gyanúja beigazolódik: az ujj már egy holttesttől érkezett. A nyomozó felveszi a kapcsolatot Brian bátyjával, Ronnie-val, és azt állítja, hogy kétmillió font váltságdíjat kérnek a férfiért. Hepburn saját kis tervét szövögetve elülteti Ronnie-ban a gyanút, hogy az öccse valószínűleg pénzt akar kicsalni tőle, amire Ronnie megfenyegeti Petulát, hogy ne szórakozzanak vele.
Dorothy lakásán megjelenik Tony, aki továbbra is a golfütőit keresi. Kiderül, hogy a táskájában tartja a drogkészletét, és kényszeríti őket, hogy beadják azt neki. A két nőnek sikerül a hálószobában lekötözi Tonyt, Petula pedig hazamegy. Később Petulát meglátogatja Hepburn, aki megpróbálja a saját oldalára csábítani, de a nő nem áll kötélnek. Ezután megjelenik Ronnie, aki továbbra is gyanakszik a nőre, de elhozza a váltságdíjat, és odaadja Hepburnnek. Hepburn leszámolja magának a felét, és odaadja a maradékot a nőnek, akit aztán követni kezd. Mikor Petula Dorothy kutyájánál rejti el a pénzt, a nyomozó megbilincseli a nőt, és a kutya után rohan. 
Hepburnnek sikerül egészen Dorothy házáig követnie az állatot, ahol Tony lelővi őt, Tonyt pedig a szintén őket követő Ronnie lövi le. Mikor Ronnie Dorothy-ra szegezi a pisztolyt, a kiszabadult Petula lepuffantja egy pisztollyal. A két nő megtalálja a váltságdíj másik felét is, és elutaznak egy új élet reményében.

## Szereplők
| Szerep                         | Színész        | Magyar hangja  |
| ------------------------------ | -------------- | -------------- |
| Dorothy                        | Susan Lynch    | Németh Kriszta |
| Petula                         | Rachel Weisz   | Ullmann Mónika |
| George Hepburn vizsgálónyomozó | Alex Norton    | Háda János     |
| Ronnie McMinn                  | Maurice Roëves | Balázsi Gyula  |
| Tony                           | Iain Glen      | Dózsa Zoltán   |
| Brian McMinn                   | Tom Mannion    | Mikula Sándor  |
| őr a vonaton                   | Jake D'Arcy    | n.a            |
| nő a parton                    | Juliet Cadzow  | n.a            |
| homáros férfi a parton         | John Murtagh   | Kajtár Róbert  |

## Fogadtatás

### Kritikai visszhang
A film vegyes benyomást keltett a filmkritikusokban. A Rotten Tomatoeson 38%-os minősítést ért el 60 értékelés alapján, az összefoglaló szerint: „Hihetetlen, egyenetlen és indokolatlanul erőszakos, ez az ezotrogéntől fűtött bűnügyi kalandfilm nem rendelkezik a Thelma és Louise vagy Guy Ritchie munkásságának finomságával.” Jonathan Rosenbaum a Chicago Readertől azt írta: „Az író és társproducer Simon Donald hatékony cselekményt kínál, Bill Eagles rendező pedig tudja, hogyan kell a színészeket és az akciót ütemezni.” Derek Elley a Varietytől azt írta: „Olyan, mint egy film, amelynek forgatókönyve a forgatás harmadik napján eltűnt.” Roger Ebert így jellemezte a filmet: „Egy film a közelmúlt filmművészetének két legundorítóbb nőjéről, és a film azt hiszi, hogy a férfi szereplők a gonosztevők.”
A MetaCritic 40 pontot adott a 100-ból 22 vélemény alapján. Michael O'Sullivan a Washington Posttól azt írta: „Csodálatosan erőt adó nézni, ahogy Petula és Dorothy megfordítják az asztalt a tesztoszteron-őrült kínzóikkal szemben.” Lisa Schwarzbaum az Entertainment Weeklytől azt mondta: „Túlstilizált pszeudo-thriller.” Stephen Holden a New York Timestól azt írta: „Ez a film, amely alantas válasz a Thelma és Louise-ra, ugyanolyan undorító, mint bármelyik agyatlan, vérben tocsogó hollywoodi akció-kalandfilm.”

### Bevétel adatai
A Box Office Mojo szerint a film 313 ezer dollárt szerzett bevételként, a költségvetésről nincs adat.